# Gobio gobio
El gobio (Gobio gobio) es una especie de pez de la familia de los ciprínidos que se encuentra en las aguas dulces de Europa. En España parece ser nativo en los ríos Ebro y Bidasoa e introducido en otros.
Su cuerpo, que alcanza entre 10 y 15 cm de longitud, está adaptado a la vida en el fondo con la parte ventral más o menos plana, el dorso convexo y obscuro. Los flancos son más claros, con una línea de manchas azuladas. Sus aletas dorsal y caudal son fuertemente escotadas e irregularmente punteadas. Su boca es ínfera, con una barbilla a cada lado.
Se alimenta de larvas de insectos, crustáceos y moluscos. Para su reproducción necesita un sustrato limpio, arenoso o de grava, sin cubrimiento de sedimentos, con una corriente moderada. El desove ocurre durante el verano y la hembra pone entre 3.000 y 7.000 huevos.